# Ohne dich
Ohne dich (česky Bez tebe) je singl německé industrial metalové skupiny Rammstein. Byl vydán 22. listopadu 2004 jako třetí singl k albu Reise, Reise.
Píseň byla poprvé hrána coby betaverze 16. dubna 2000. Videoklip se natáčel v tyrolských Alpách (Pitztal, Kaunertal). Členové skupiny jsou vyobrazeni jako horolezci, z nichž Till Lindemann padá a zraní se. Zbylí členové skupiny jej dostanou až na vrchol hory, kde Till umírá.

## Tracklist
1. Ohne dich - 4:31
2. Ohne dich (Verze od Mina Harkera) Remix od Laibachu - 4:09
3. Ohne dich (Sacred Mix) Remix od Svena Helbiga - 4:34
4. Ohne dich (Schiller Mix) - 5:22
5. Ohne dich (Under Byen Remix) - 5:48
6. Ohne dich (Betaverze) - 4:23